# فهد باروت
فهد باروت مواليد 17 أكتوبر 1999، لاعب كرة قدم إماراتي يجيد اللعب في خط الوسط مع نادي كلباء الإماراتي.